# 中越信号場
中越信号場（なかこししんごうじょう）は、北海道上川郡上川町字中越にある北海道旅客鉄道（JR北海道）石北本線の信号場である。電報略号はナコ。事務管理コードは▲122510。

## 歴史
かつては駅として設置されたが、現在は信号場として運用される。

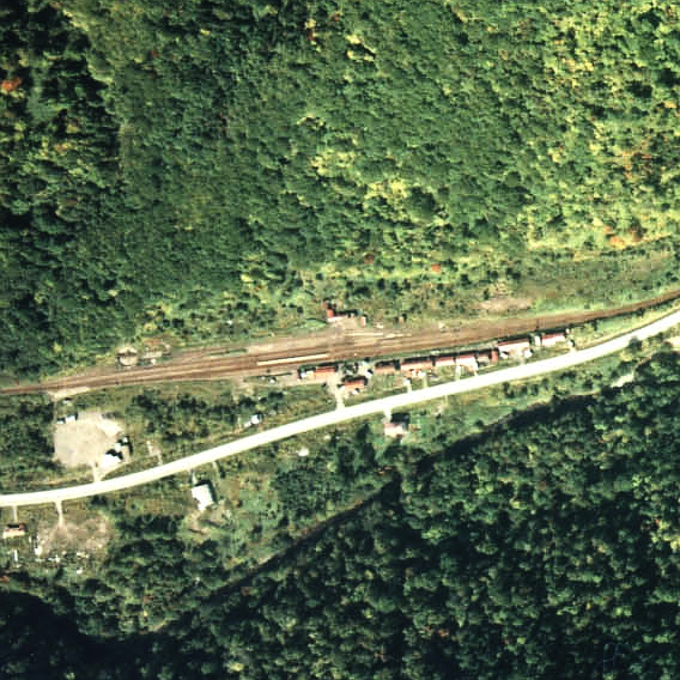
1977年の中越駅と周囲約500m範囲。右が遠軽方面。かつては少しずれた相対式ホーム2面2線で、駅裏の上川側に北見峠（石北トンネル）越え補機用蒸気機関車の転車台と待機線、駅裏に機回し線を有し、駅舎横の上川側に貨物ホームと2本の引込み線を有していた。またこの貨物ホームに隣接して木材の土場が設けられていた。この写真では、各ホームや機回し線が撤去され、新たに駅裏側ホーム跡に副本線のレールが敷かれる一方、駅舎側ホーム跡へ本線の上り線が移設されて上下線間が広げられ、その中央に短めの細い簡易型の島式ホームが設けられて1面2線+1線となっており、以前の配線とは全く異なっている。放置された転車台と、機回し線の軌道跡だけがかつての姿を残しており、土場跡には木々が植栽されている。信号場となった現在では、島式ホームも撤去されて乗降用設備は一切無くなっている。

- 1929年（昭和4年）11月20日：鉄道省石北西線上川駅 - 当駅間延伸開業にともない中越駅として設置[3][4][5]。一般駅[1]。
- 1932年（昭和7年）10月1日：当駅 - 白滝駅間延伸開業にともない、所属路線が石北線に改称[4]。
  - これに際し、石北線の全通を祝して地域住民と鉄道関係者により自然石に彫刻した記念碑を駅舎脇に建立[5]。
- 1949年（昭和24年）6月1日：公共企業体である日本国有鉄道に移管。
- 1961年（昭和36年）4月1日：所属路線が石北本線に改称[4]。
- 1963年（昭和38年）2月10日：公衆電報の取り扱い廃止[6]。
- 1964年（昭和39年）：同年に駅舎と構内を改修・拡充[7]。
- 1975年（昭和50年）12月25日：一般駅から無人駅(停留場)となる[8]。貨物・荷物取扱い廃止[9]。
- 1983年（昭和58年）1月11日：CTC導入により運転無人化[5]。
- 1986年（昭和61年）11月1日：同日のダイヤ改正で上川駅 - 白滝駅間の普通列車が1日1往復となり、当駅も1日1往復のみの停車となる[4]。
- 1987年（昭和62年）4月1日：国鉄分割民営化によりJR北海道に継承[4]。
- 2001年（平成13年）7月1日：前日をもって旅客扱い終了[4][10]。中越信号場となる[4]。

### 信号場名の由来
「中越」の地名の起こりは1892年（明治25年）9月21日に当地を通る中央道路（北見道路とも、後の国道273・333号）に設置された官設駅逓、中越駅逓所である。
当地の留辺志部（るべしべ）川沿いには「越路（こしじ）」という大地名があり（現在も下流側に字名として残存）、これは「留辺志部」の由来となったアイヌ語の「ルペㇱペ（ru-pespe）」（道・下る・もの＝峠道）の意訳に由来するとされている。すでに、下流の越路には越路駅逓所が設けられていたため、越路地区と石狩北見国境（北見峠）との中間、との意で命名されたとされている。
なお、字名としては1938年（昭和13年）の字名改正で、現在の中越と上越が分割・成立するまでは「茅刈別（ちかるべつ）」という字名であった。これは1907年（明治40年）に植民区画が定まり公示されたときに示された地名で、当地で留辺志部川に合流する支流チカルベツ川のアイヌ語名「チカㇽペッ（ci-kar-pet）」（われら・作る・川）に由来したものであると考えられている。

## 構造
もともと島式ホームを備えた1面2線に、側線1本を備えた交換可能な構造となっており、旅客扱い終了後にホームが撤去されている。

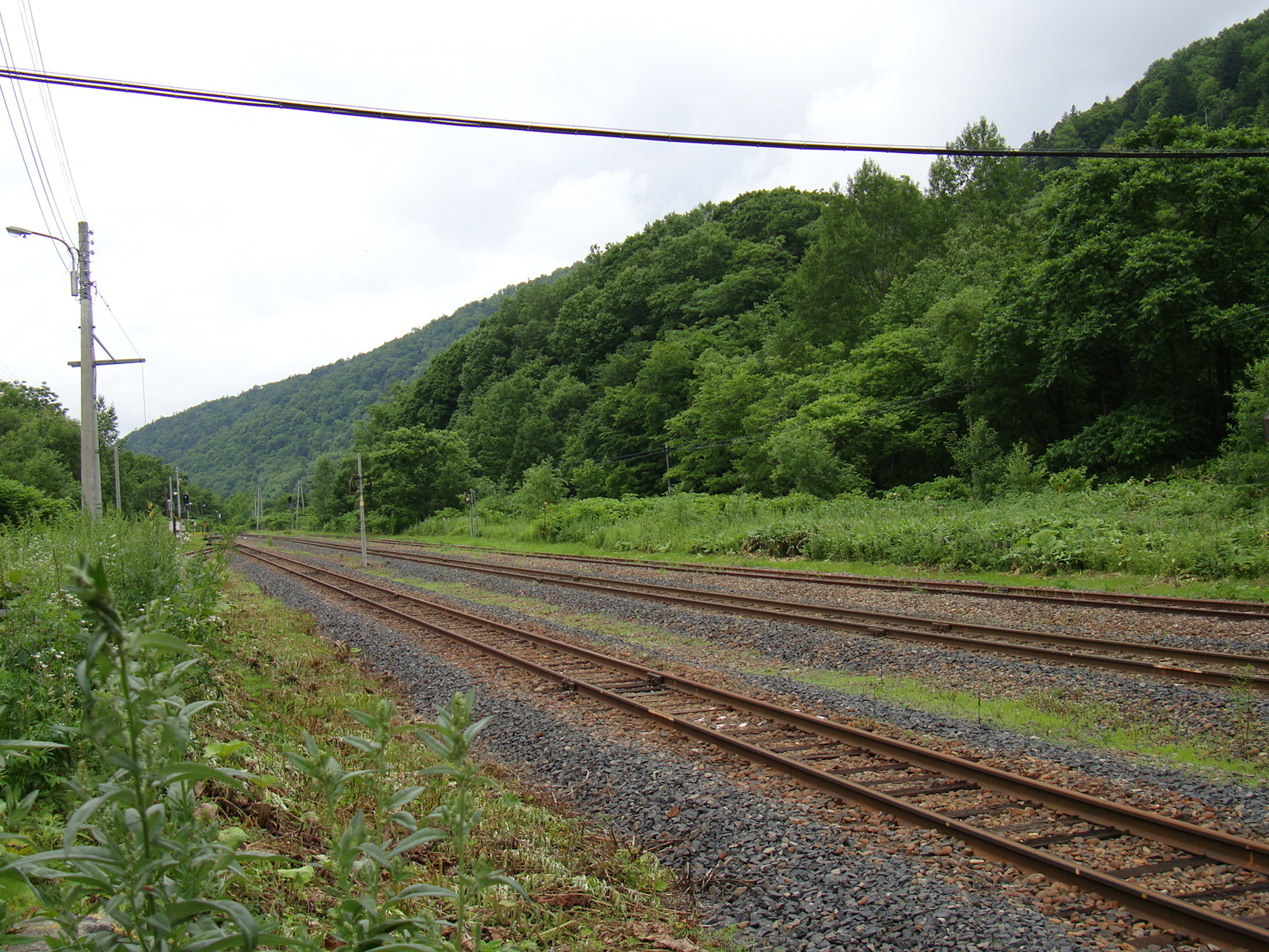
構内（2009年7月）
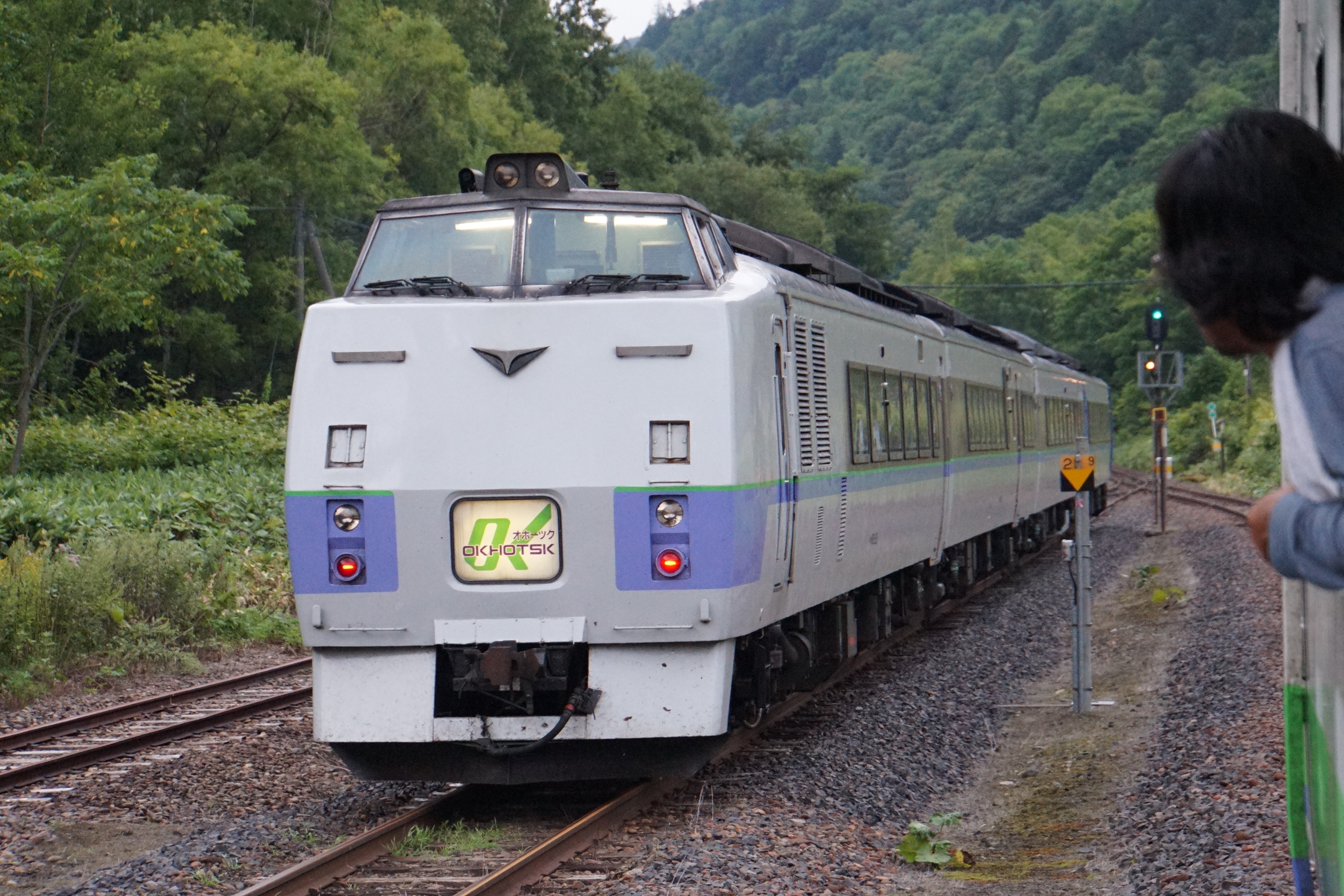
信号所を通過する特急オホーツク5号

## 利用状況
旅客営業当時の乗車人員の推移は以下のとおり。年間の値のみ判明している年については、当該年度の日数で除した値を括弧書きで1日平均欄に示す。乗降人員のみが判明している場合は、1/2した値を括弧書きで記した。
| 年度               | 乗車人員   | 乗車人員 | 出典   | 備考                 |
| 年度               | 年間       | 1日平均  | 出典   | 備考                 |
| ------------------ | ---------- | -------- | ------ | -------------------- |
| 1965年（昭和40年） | (32,033.0) | (87.8)   | [ 16 ] | 年間乗降客数：64,066 |
| 1966年（昭和41年） | (27,902.0) | (76.4)   | [ 16 ] | 年間乗降客数：55,804 |
| 1967年（昭和42年） | (17,182.0) | (46.9)   | [ 16 ] | 年間乗降客数：34,364 |
| 1968年（昭和43年） | (11,493.0) | (31.5)   | [ 16 ] | 年間乗降客数：22,986 |
| 1969年（昭和44年） | (8,923.0)  | (24.4)   | [ 16 ] | 年間乗降客数：17,846 |
| 1970年（昭和45年） | (7,584.0)  | (20.8)   | [ 16 ] | 年間乗降客数：15,168 |
| 1971年（昭和46年） | (4,883.0)  | (13.3)   | [ 16 ] | 年間乗降客数：9,766  |
| 1972年（昭和47年） | (2,701.0)  | (7.4)    | [ 16 ] | 年間乗降客数：5,402  |
| 1973年（昭和48年） | (2,405.0)  | (6.6)    | [ 16 ] | 年間乗降客数：4,810  |
| 1974年（昭和49年） | (2,212.0)  | (6.1)    | [ 16 ] | 年間乗降客数：4,424  |
| 1975年（昭和50年） | (833.0)    | (2.3)    | [ 16 ] | 年間乗降客数：1,666  |
| 1976年（昭和51年） | (833.5)    | (2.3)    | [ 16 ] | 年間乗降客数：1,667  |
| 1977年（昭和52年） | (505.0)    | (1.4)    | [ 16 ] | 年間乗降客数：1,010  |
| 1978年（昭和53年） | (888.5)    | (2.4)    | [ 16 ] | 年間乗降客数：1,777  |
| 1979年（昭和54年） | (126.0)    | (0.3)    | [ 16 ] | 年間乗降客数：252    |
| 1980年（昭和55年） | (88.0)     | (0.2)    | [ 16 ] | 年間乗降客数：176    |
| 1992年（平成04年） |            | (0)      | [ 17 ] | 一日平均乗降客数：0  |

## 周辺
正面に「第二次中越官設駅逓所跡」の碑が建つ。営業末期の1993年（平成5年）発行の書籍『北海道630駅』で「付近に人家もなく国道が並走しているだけ」と記されるなど、現在では人の居住は見られない。
- 国道273・333号

## 隣の施設
北海道旅客鉄道（JR北海道）
■石北本線
上川駅 (A43) - *天幕駅 - （中越信号場） - （上越信号場） - （奥白滝信号場） - *上白滝駅 (A44) - 白滝駅 (A45)
*打消線は廃駅